# Скребков, Сергей Сергеевич
Серге́й Серге́евич Скребков (3 апреля 1905 года, Москва — 6 февраля 1967 года, там же) — советский музыковед, пианист, педагог, специалист в области полифонии, теории и истории музыкальных стилей. Доктор искусствоведения, профессор Московской консерватории. Заслуженный деятель искусств РСФСР (1966).

## Биография
Сергей Сергеевич Скребков родился 3 апреля 1905 года в Москве. В 1928 году окончил музыкальное училище им. Гнесиных по классу фортепиано Ел. Ф. Гнесиной и композиции у М. Ф. Гнесина и Р. М. Глиэра. В 1930 году окончил Музыкально-научно-исследовательское отделение Московской консерватории (МУНАИС) и физико-математический факультет Московского университета. Его педагогами в разные годы были — А. Ф. Лосев, Н. С. Жиляев, В. Э. Ферман, Е. А. Бекман-Щербина, Н. А. Гарбузов и др.
В 1929 году С. С. Скребков женился на дочери пианистки Е. А. Бекман-Щербиной — О. Л. Бекман-Скребковой. В 1932 году у них родилась дочь Марина — ныне профессор Московской консерватории имени П. И. Чайковского. С 1932 года работал в МГК.
В 1944 году Сергей Сергеевич Скребков принимал участие в работе Научно-исследовательского кабинета под руководством академика Б. В. Асафьева. В 1938—1941 годах работал в должности заведующего кафедры теории музыки Центрального заочного музыкально-педагогического института. В 1944—1949 годах работал в Государственном музыкально-педагогическом институте им. Гнесиных (ныне Российская академия музыки имени Гнесиных), по просьбе Е. Ф. Гнесиной принимал участие в создании института, был деканом историко-теоретического факультета, руководил дипломными и диссертационными работами.
В 1944—1952 годах работал одновременно научным сотрудником, редактором-составителем сборников в секторе музыки Института истории искусств Академии наук СССР. В разное время читал доклады на конференциях в России, Грузии, Украине, за рубежом (Польша, Китай, Франция, Италия, Англия, Австрия, Чехословакия, Болгария и др.). Член Союза композиторов СССР (1947).
Член Совета по защитам диссертаций в Московской консерватории. Среди его учеников — профессора Московской консерватории В. В. Медушевский, Е. В. Назайкинский и М. Е. Тараканов.
Сергей Сергеевич Скребков скончался 6 февраля 1967 года в Москве в возрасте 62 лет. Похоронен на Донском кладбище.

## Основные работы
Книги
- Хрестоматия по гармоническому анализу. М.: Музгиз, 1956 (2-е изд. 1961; совм. с О. Л. Скребковой);
- Полифония и полифонические формы. М.: Советский композитор, 1962;
- Учебник полифонии: [Для музыкальных училищ и музыкальных вузов]. М.: Музыка, 1965 (2-е изд. 1982; 5-е изд. 2017, 2018);
- Русская хоровая музыка XVII — начала XVIII вв. М.: Музыка, 1969 (2-е изд. 2018);
- Художественные принципы музыкальных стилей. Учебное пособие. М.: Музыка, 1973 (2-е изд.: М., Планета музыки, 2016);
- Избранные статьи. М.: Музыка, 1980;
- Теория имитационной полифонии. Киев: Музична Украiна, 1983;
- Полифонический анализ. Учебное пособие. М.: Музыка, 2009;
- Анализ музыкальных произведений 2-е изд. М., 2018.

Статьи
- «Сонатная форма в свете теории многоосновности» // Н. А. Гарбузов. Теория многоосновности. Ч. II. М., 1932.
- «К проблеме электрических инструментов» // СМ, 1933, № 4.
- «Исследование динамических особенностей художественного исполнения перед микрофоном» // СМ, 1934, № 8.
- «Элементы акустики гобоя» // Акустический сборник. Вып. 1. Труды Науч.-исследовательского института Московской консерватории. М., 1936.
- «Роль момента возникновения звука в музыкальных инструментах» // Журнал технической физики, 1936. Т. 6. Вып. 12.
- «Теория термоэлемента в связи с изменением реверберации» // Журнал технической физики, 1937. Т. 7. Вып. 12.
- «Некоторые данные об агогике авторского исполнения Скрябина» // А. Н. Скрябин. К 25-летию со дня смерти. М., 1940.
- «Симфонический тематизм Мясковского» // СМ, 1946, № 4.
- «Бортнянский — мастер русского хорового концерта» // Ежегодник института истории искусств. — М., 1948.
- «К вопросу о стиле современной музыки» («Весна священная» И. Стравинского) // Музыка и современность. Вып. 6. М., 1969.
- «Черты нового в инструментальной фуге И. С. Баха» // Теоретические наблюдения над историей музыки. М., 1978.